# Émile Wandelmer
Émile Wandelmer est un chanteur français, né le 15 février 1949 à Rabastens (Tarn), souvent désigné sous son seul prénom Émile. Il est connu pour sa participation au sein des groupes Gold, puis Émile et Images.

## Les débuts
Émile Wandelmer est né de parents espagnols, réfugiés ayant fui l'Espagne franquiste.
En janvier 1967, Émile, qui a déjà fait ses preuves avec le groupe Belo Horizonte et montré qu'il est capable de tout chanter, est recruté par Francis Delmas du groupe The Gold-Fingers pour remplacer Gérard Riu, parti accomplir son service militaire. Créée au début des années 1960 par des lycéens de Gaillac, la formation s'est peu à peu étoffée, plutôt yéyé ou plutôt rock au gré des allées et venues des différents membres. Alors composé de neuf musiciens, l'orchestre, qui anime fêtes, bals et kermesses, est considéré comme le plus populaire et le plus doué de sa région.

## Groupe Gold
Vers 1973, le groupe fait le choix de se professionnaliser, ce qui entraîne le départ de plusieurs membres souhaitant suivre d'autres carrières. Deux 45 tours sont enregistrés, l'un en 1974 et un autre en 1975, dont les deux titres sont signés collectivement « Goldfingers ».
En 1982 sort un album de dix chansons, dont six sont composées par Émile Wandelmer (rebaptisé par erreur Étienne sur l'étiquette), où le nom du groupe a été raccourci en Gold. Parmi les cinq musiciens, il n'y a plus aucun des fondateurs des Gold-Fingers et Francis Delmas est devenu manager.
Malgré la diffusion par certaines radios du titre phare Tropicana, l'album ne connaît qu'un succès modeste, mais marque cependant le début de la reconnaissance d'Émile Wandelmer en tant que compositeur.
Peu après, une chanson de Jean Garcia attire l'attention d'Émile Wandelmer, persuadé que Gold peut en tirer le meilleur parti. Il réussit à  convaincre WEA de distribuer un 45 tours dans la région Sud-Ouest à titre d'essai et le groupe enregistre la chanson pour laquelle François Porterie et Jacques Cardona ont écrit d'autres paroles. Les 15 000 exemplaires de Plus près des étoiles s'arrachent au printemps 1984 avec une pochette noire. La firme WEA peut alors sortir le disque dans toute la France avec une pochette rouge et un album qui inclut Plus près des étoiles, sa face B J'm'ennuie de tout et six autres titres du précédent album. Ce 33 tours sera même réédité l'année suivante avec une nouvelle pochette, illustrée par une photo prise à Uzès en août 1985, ainsi que deux autres chansons de l'album de 1982.
Les succès s'enchaînent rapidement, notamment Capitaine abandonné en décembre 1985, Ville de lumière en mai 1986, Laissez-nous chanter. Le groupe Gold est alors au sommet. 
En octobre 1988, les concerts au Palais des sports de Paris sont une réussite, leur enregistrement live donne un double album, mais le groupe connait des désaccords et des tensions.
En mars 1989 sortent les premières épreuves d'un 45 tours intitulé Amazonie enregistré par Émile Wandelmer en solo est présenté comme un aparté professionnel. Le texte a été plus ou moins inspiré par l'action de Sting en faveur de la forêt amazonienne. Il obtient un succès d'estime.
En 1990 Émile Wandelmer et Francis Delmas quittent le groupe Gold.

## Le parcours solo
Émile Wandelmer profite de sa liberté retrouvée pour réaliser un rêve :  enregistrer avec ceux qu'il considère comme les meilleurs musiciens du  moment. Ce sera à Los Angeles avec, entre autres, le batteur Jeff Porcaro, le guitariste Peter Frampton, le bassiste Nathan East, que ses mélodies n'ont eu aucune peine à convaincre. Quelques titres sont aussi enregistrés aux studios Polygone à Toulouse, avec des musiciens comme le guitariste Denys Lable, le batteur Jean-Denis Rivaleau, le bassiste Victor Ibanez et le claviériste Jean-Loup Cartier.
L'album Lover café sort au printemps 1991 mais se révèle un échec commercial.
La même année, il rejoint Disney France pour collaborer avec l'ambassadrice de Disney en France, Anne Meson. Il crée la chanson Demain c'est aujourd'hui pour elle, qui est d'abord publiée sur l'album du même nom. Plus tard, Émile Wandelmer réenregistre une version légèrement plus rock de la chanson et la chante en duo avec Anne Meson pour son album Que fera la belle qui sort à la fin de l'année 1992.
En 1993 paraît Cavalier en turban, album éclectique et abouti[réf. nécessaire].
Émile Wandelmer continue à se produire en spectacle dans toute la France, accompagné, entre autres, du guitariste Nicolas Besse du groupe Hippocampe, du batteur Fredéric Kets ou de Thierry Conchon au clavier et chœurs ; il croise parfois ceux qui en 1986 ont chanté Les démons de minuit, Mario Ramsamy et Jean-Louis Pujade, les Toulousains d'Images.

## Émile et Images
En 1998, un projet commun prend corps : enregistrer un medley de leurs tubes respectifs des années 1980. L'idée les passionne et devient rapidement un album de 11 titres réarrangés dont les ventes s'envolent au cours de l'été 1999. Les trois amis qui tournent encore séparément se rejoignent à l'automne sur les plateaux de télévision ou pour le spectacle de l'Arbre de Noël de l'Élysée, en remplacement de Ricky Martin.
Le collectif Émile et Images se révèle être un véritable groupe de scène lors de deux dates à l'Olympia, concerts qui seront distribués en 2001 sous formats DVD, VHS et CD.
En 2003 sort l'album Toujours devant qui inclut la participation de Jean-Jacques Goldman (Et tout recommencerait) et de Maxime Le Forestier (Mélusine).
En 2005, le groupe autoproduit Disco Funk, distribué dans la région toulousaine, reprises de tubes disco comme Just an Illusion d'Imagination, Ai No Corrida ou Saddle Up. L'album sort début 2006 dans une version nationale.

## Engagement
Émile Wandelmer intègre pour des élections la liste « Lavaur au Cœur », liste du maire sortant Bernard Carayon, dans la course aux municipales 2020 pour la ville de Lavaur (Tarn).

## Discographie

### Albums

#### Gold
Gold (1982)
1. Crise d'amour cardiaque (Mazauric/Guion)
2. T'es pas fou (Wandelmer/Guion-Cardona)
3. Sans façon (Wandelmer/Guion)
4. Fou y es-tu (Wandelmer/Guion)
5. Jean's et strass (Wandelmer/Guion)
6. Le train de mes souvenirs (Wandelmer/Guion)
7. Difficile d'oublier (Guion)
8. Tropicana (Wandelmer/Guion)
9. Plus loin (Mazauric/Guion)
10. Seul dans l'univers (Urréa)

Gold (1984)
1. Tropicana
2. T'es pas fou
3. Jean's et strass
4. Le train de mes souvenirs
5. Plus près des étoiles (Garcia/Porterie-Cardona)
6. Je m'ennuie de tout (Moulin/Urréa)
7. Plus loin
8. Crise d'amour cardiaque

Album dit Le Train de mes souvenirs (1985)
1. Plus près des étoiles
2. T'es pas fou
3. Sans façon
4. Jean's et strass
5. Le train de mes souvenirs
6. Tropicana
7. Je m'ennuie de tout
8. Plus loin
9. Crise d'amour cardiaque
10. Seul dans l'univers

Capitaine abandonné (1986)
1. Capitaine abandonné (version longue)
2. Le train de mes souvenirs
3. Ville de lumière (version longue)
4. Josy-Ann
5. Plus près des étoiles (version longue)
6. Lady baby doll
7. J’mennuie de tout
8. Tropicana

Calicoba (1986)
1. Laissez-nous chanter
2. Du vent, du bluff, des mots
3. Josy-Ann
4. Demain sans doute
5. Lady Baby Doll
6. Calicoba
7. Ville de lumière
8. Pour toi la musique
9. Capitaine Abandonné (Tempête)

Let the children play (1986)
1. Let the children play
2. Window wonder world
3. Josy-Ann
4. Only love that's really true
5. Lady Rock'n Roll
6. Carli come back
7. Crying in the city
8. It's only a dream
9. Sail Away (Tempête)

L'Olympia (live, 1987)
1. Intro
2. Laissez-nous chanter
3. Tropicana
4. Plus près des étoiles
5. Lady Baby Doll
6. Capitaine abandonné
7. J'm'ennuie de tout
8. Le train de mes souvenirs
9. L'aziza
10. Plus loin (titre présent uniquement sur le cd)
11. T'es pas fou (titre présent uniquement sur le cd)
12. Ville de lumière

Gold (1988)
1. Fils des Highlands
2. Rio de janvier
3. Rock ou pas
4. Melinda, viens
5. Diamant dort
6. À l'est d'Eden
7. Spleen
8. Au-delà du rideau
9. Des matins bleus

Le Palais des Sports (live, 1989)
1. Fils des Highlands
2. Rock ou pas
3. Au-delà du rideau
4. Rio de janvier
5. Diamant dort
6. Calicoba
7. Melinda, viens
8. Spleen
9. Laissez-nous chanter
10. Ville de lumière
11. Capitaine abandonné
12. Plus près des étoiles
13. À l'est d'Eden
14. Des matins bleus

La Compile en Or (compilation, 1990)
1. Laissez-nous chanter
2. Du vent du bluff des mots
3. Au-delà du rideau
4. Demain sans doute
5. Ville de lumière
6. Calicoba
7. Fils des Highlands
8. Capitaine Abandonné
9. T'es pas fou
10. Rio de janvier
11. Tropicana
12. Melinda, viens
13. Le train de mes souvenirs
14. Diamant dort
15. Plus près des étoiles
16. Josy-Ann
17. Îles d'Aran
18. Pour toi la musique

Les Plus Grands Succès (compilation, 1999)
1. Plus près des étoiles
2. Capitaine abandonné
3. Ville de lumière
4. Calicoba
5. Laissez-nous chanter
6. Rio de janvier
7. Pour toi la musique
8. Îles d'Aran
9. Au-delà du rideau
10. À l'est d'Eden
11. Melinda viens
12. Diamant dort
13. Fils des Highlands
14. Josy-Ann
15. Rock ou pas
16. Du vent du bluff des mots

#### En solo
Lover café (1990)
1. Lover Café
2. Nora
3. À quinze ans
4. Charlie
5. Vends pas ton blues
6. Seul
7. Feux de paille
8. Dame
9. Je voyage
10. Rien de plus beau

Émile Wandelmer (1993)
1. Marche à l'envers
2. Indélébile
3. Manuel matador
4. Après tout
5. L'ombre et la lumière
6. One way ticket
7. Tout bouleversé
8. À l'angelus
9. Rêve de papillon
10. Born in Toulouse
11. Je survivrai

#### Émile et Images
Jusqu'au bout de la nuit (1999)
1. Laissez-nous chanter
2. Les démons de minuit
3. Plus près des étoiles
4. Corps à corps
5. Capitaine abandonné
6. Le cœur en exil
7. Ville de lumière
8. Quand la musique tourne
9. Calicoba
10. Maîtresse
11. Jusqu'au bout de la nuit
12. Amour trop loin (réédition 2000)

Jusqu'au bout de la nuit (2000)
1. Intro
2. Laissez nous chanter
3. Corps à corps
4. Rio de janvier
5. Noir sur blanc
6. Plus près des étoiles
7. L'enfant des rizières
8. Le train de mes souvenirs
9. Tropicana
10. Quand la musique tourne
11. Djiny Tack
12. Fou
13. Calicoba
14. Solo Jean Louis
15. Maîtresse
16. Les démons de minuit
17. Capitaine abandonné
18. Amour trop loin

Toujours devant (2003)
1. Toujours devant
2. Mélusine
3. Je serai là toujours
4. En silence
5. Elle danse
6. Si je m'égare
7. Un bout de route avec toi
8. Déserteur
9. Et tout recommencerait
10. Ils disaient
11. Oubliés

Disco Funk (2006)
1. Shake Your Booty
2. Ai No Corrida
3. Get Down Saturday Night
4. I Can'T Stand The Rain
5. It's Time To Party Now
6. Do You Wanna Funk
7. Could It Be Magic
8. Act Like You Know
9. Shame Shame Shame
10. Saddle Up
11. Rock Your Baby
12. Just An Illusion
13. That'S The Way
14. Stomp
15. Just An Illusion (Maxi)

### Singles
Goldfingers
- Souviens toi (1974)
- Love is here (1975)

Gold
- Tropicana (1982)
- Plus près des étoiles (1985)
- A little closer to freedom (1984)
- Capitaine abandonné (1985)
- Sail Away (1985)
- Ville de lumière (1986)
- Laissez-nous chanter (1986)
- Calicoba (1987)
- Au-delà du rideau (1988)
- Rio de janvier (1988)
- Diamant dort (1989)
- Îles d'Aran (1989)

En solo
- Amazonie (1989)
- Dame (1990)
- Lover Café (1991)
- Après tout (1993)
- One Way Ticket (1993)
- Je survivrai (1994)

Émile et Images
- Jusqu'au bout de la nuit (1999)
- Amour trop loin (2000)
- Rio de janvier (2000)
- L'enfant des rizières (2000)
- Toujours devant (2003)
- Mélusine (2003)